# Худ (линеен крайцер, 1918)
„Худ“ (на английски: HMS Hood) е линеен крайцер на британския Кралски флот. Кръстен е в чест на Самуел Худ, английски адмирал от XVIII – XIX век.
При строителството на „Худ“ е планирано да се отчете опитът от Ютландското сражение, в резултат на което КВМФ на Великобритания губи три линейни крайцера. Независимо от всички усъвършенствания, корабът потъва на 24 май 1941 г. в бой с германския линкор „Бисмарк“.

## Проектиране
Вариантът на проект № 3, изпълняващ всички изисквания на Адмиралтейството, е завършен на 27 март 1916 г.
На 7 април проектът е утвърден от Адмиралтейството.
На 13 април поръчката за построяването на 4 линейни крайцера са насочени към корабостроителниците на компаниите „Фейрфилд“, „Джон Браун“, „Кемел Лерд“, а на 13 юни и „Армстронг Уитуорт“.
Поръчаните линейни крайцери са причислени към типа „Адмирал“ и от 14 юли 1916 г. са с имената „Худ“, „Родни“ и „Ансон“ (9 октомври), „Хоу“ (16 октомври).

## Строителство
На 1 септември 1916 г. е повторно презаложен в корабостроителницата „John Brown & Company“ в Клайдбанк. Заводски номер 406.
На 8 февруари 1917 г. Военният кабинет взема решението да се продължи строителството само на „Худ“, но работите по другите кораби от този проект са прекратени едва на 9 март.
На 22 август 1918 г. е спуснат на вода в присъствието на вдовицата на контраадмирал Хорас Худ, потомка на адмирал Самуел Худ. Масата при спускането е 22 000 тона.
На 17 март 1919 г. е дадена заповед за разглобяването на построените секции на трите други кораба. Мотивацията е, че в първоначалния проект са открити толкова много слаби места, че при тяхното отстраняване от първоначалния проект няма да остане нищо.
На 9 януари 1920 г. е подготвен за изпитанията.
На 20 януари 1920 г. „Худ“ пристига в Розайт.
На 5 март, с края на заводските изпитания, се връща в Клайд.
На 7 март, по време ходовите изпитания, на Аранската мерна миля в района на Фърт оф Клайд, при водоизместимост 42 200 тона и форсирана СЕУ до 151 280 к.с. развива скорост 31,07 възела (при 207 об/мин на валовете).
До края на март са ходовите изпитания и пробните артилерийски стрелби.
На 29 март корабът е предаден на флота.
На 5 май е назначен първият командир на „Худ“ – капитан-лейтенант Майкъл Томкинсон (на английски: Michael W. Tomkinson).
Стапелният период от построяването на кораба е 24 месеца, дострояването на вода е 20 месеца, което сумарно е двойно повече отколкото при „Куин Елизабет“ и тройно, отколкото на „Ринаун“.
Стойността на кораба при построяването съставя 6 025 000 фунта стерлинги.

## Конструкция

### Корпус
Корпусът на крайцера има необичайни пропорции, свързани с първоначалното изискване за малко газене. Изцяло нитованият корпус е събран по надлъжната система на набор. Корабът има два вътрешни вертикални кила при ДП (диаметрална плоскост) и докови килове. Корпусът е разделен от водонепроницаеми прегради на 25 отсека. Всички напречни прегради достигат до горната палуба. Двойно дъно има на 218 метра. Има скулови килове. Форштевенът е с яхтена форма. Котелните и машинните отделения заемат 90 м в средната част на кораба. Отношението L/B=8,42. Увеличение в газенето с 1 см е равно на 50 тона. Метацентричната височина при нормална водоизместимост е 0,99 м, при пълна – 1,28 м. Ъгъл на залязване е 69° и 73° съответно.

### Въоръжение

#### Главен калибър
8 оръдия с калибър 381 мм (15"/42 Mark I) в двуоръдейни куполни установки тип „Mk II“. Целият боекомплект е 848 снаряда (106 на ствол). Във военно време 120 на ствол. Максималният вертикален ъгъл на възвишение е 30°, при това далечината на стрелба със снаряда „Greenboy“ е 27 200 м (147 кабелта). Секторът на обстрел е 300° за всяка кула. Оръдията на „Худ“ могат да водят огън по много остри ъгли без да повреждат надстройките, разположени в това отношение доста удачно. Зареждането е възможно в произволна позиция на ствола (до ъгли не по-големи от 20°). Завъртането им се осъществява с помощта на хидравлика. Ъгловата скорост на завъртането на кулата е 2°/секунда. Вертикалната скорост на насочване на ствола е 5°/сек. Диаметърът на барбета е 9 метра. Кулите на ГК имат формата на многостен, тяхното брониране е изпълнено от круповска цементирана броня с дебелина: чело – 381 мм, отпред странично – 305 мм; отстрани и отзад – 279 мм, покрив – 127 мм. Общата маса на въртящата се част на кулите на ГК е 860 тона.

#### Противоминен калибър
140-мм скорострелни оръдия образец BL Mk I в установки CPII, на лафет образец Mk II, ъгъл на възвишение 30°, далечина на стрелбата 16 200 м (87 кбт)
брониране: отпред 38 мм; отстрани 25 мм; отзад е открита. 150 снаряда на ствол. Опитът от използването на скорострелките с тегло на снаряда 37,2 кг – с четвърт по-лек отколкото при стандартните британски шестдюймовки показва, че те са по-удобни не само за ниските гърци, но и за по-силните моряци на „Владетелката на моретата“. Зареждащите реално могат да поддържат заявената скорострелност до 1 изстрел на 5 секунди, осигурявайки примерно същото тегло на минутния залп, което имат 152-мм оръдия.

#### Зенитни оръдия
Четири 102-мм оръдия с дължина на ствола 45 калибра образец QF Mk V в установки образец „Mk III HA“, с ъгъл на възвишение 80°. Монтирани са на оръдейни лафети образец „Mk IV“. Оръдията са с ръчно зареждане и насочване и имат скорострелност 9 – 12 изстрела в минута, досегаемостта по височина е 8700 метра. Боекомплектът е 200 снаряда на ствол.
2 47-мм салютни оръдия Хочкис с боекомлект 64 изстрела на ствол (демонтирани през 1939 г.)

### Брониране
305-мм наклонен (12°) брониран пояс, с височина 2,9 м, поставен на основа от тиково дърво на протежение 171,4 м (Зад него обшивката на корпуса има дебелина 51 мм), от него до горната палуба (с ширина 2,75 м) има 178-мм пояс. Хоризонталната защита се състои от три палуби. Като цяло тя изглежда много внушително, достигайки над погребите сумарно 165 мм, обаче нейната ефективност силно се намалява от многослойността.

### Енергетична установка
Съдовата енергетична установка има 24 водотръбни котела „Яроу“ с водогрейни тръбички с малък диаметър, на нефтено отопление, разположени в 4 котелни отделения. Работното налягане на парата е 16,5 кгс/см². Сумарната площ на нагряване е 16 254 м². Изискват почистване на всеки 500 часа работа.
Четирите турбинни агрегата се намират в три машинни отделения. В носовото отделение, най-широкото, са поставени два агрегата, работещи за двата външни вала, в средното – още един агрегат, за вътрешния вал по левия борд, в кърмовото – агрегата за вътрешния вал по десния борд. В състава на всеки агрегат влиза по една турбина ниско налягане и високо налягане. От предната страна на турбините високо налягане на агрегатите за външните валове е поставена маршевата турбина за икономичния ход. Така в икономичен режим крайцерът плава с две машини. Използването на зъбна предавка позволява да се намалят оборотите на вала до 210 в минута, което повишава КПД на винтовете.
На всеки ТЗА има свой кондензатор, разположен непосредствено под турбината за ниско налягане (поддържа вакуум до 0,075 кгс/см², повърхността му е 2267 м²). Има също и два спомагателни кондензатора (в средното и в кърмовото МО).
8 динамомашини (2 дизелни, 2 турбинни, 4 парни), всяка с мощност около 200 кВт, осигуряват захранване с постоянен ток (220 В). Четирите вала са с диаметър 724 мм.
Винтовете са трилопастни с постоянна стъпка с диаметър 4,57 м, маса 20,3 тона.
Рулят е един полубалансирен. Управлява се с помощта на рулева трансмисия „Девис“.
Комините са с размер 5,5×7,5 м.
Запасът гориво е 4000 т максимално. На ходовите изпитания разчетния фактически разход на гориво съставя 7,5 т/час на икономична скорост на хода 14 възела, което съответства на максимална далечина на плаване от 7500 морски мили. На 18 възела далечината съставлява около 5000 морски мили, при 20 – около 4500.

### Подводна защита
В средната част на корпуса на дължината на главния броневи пояс са поставени бордови издатини (були), с ширина 3 метра, които се делят от вертикална и надлъжна прегради. Вътре булите имат също напречни прегради поставени на всеки 6 метра. Булите са запълнени със запоени по краищата парчета стоманени тръби (счита се, че това способства за максималното разсейване на ударната вълна и съхранява непотопимостта).

## Модернизации
От 3 юни 1929 г. до 28 май 1931 г. ремонт в Портсмът:
- Увеличена е вместимостта на горивните цистерни до 4600 тона;
- Платформата за излитане на колесни самолети е пренесена от поркрива на кула „Х“ на кула „В“;
- Вместо демонтирания от юта катапулт е поставен друг, въртящ се, тип F-IV-H;
- На флагщока е поставен подемен кран;
- Побордно от комините са поставени 2 осемстволни 40-мм зенитни автомата „Пом-пом“ образец Mk VIII;
- и други.

Сега при празна водоизместимост от 42 037 т и средно газене 8,8 м метацентричната височина е 0,95 м, а ъгълът на залязване – 64°; при пълна от 48 000 т, средното газене е 10 м.

До ремонта издръжката на „Худ“ струва 270 хил. лири годишно, а след това – 400 хил.
През 1938 г. от кораба са свалени всички едностволни 102-мм оръдия, преместени за на други места 140-мм (които вече са само 6) и са добавени 4 сдвоени универсални 102-мм оръдия. На 13 август 1939 г. той преминава в Скапа Флоу, където влиза в състава на Флота на метрополията. В Портсмът, в периода март – май 1940 г. крайцерът напълно е лишен от 140-мм артилерия, заедно със СУАО и системата за подаване на боеприпаси. Вместо свалените 140-мм оръдия са поставени три 102–мм двуцевки „Mk XIX“ и четири установки „UP“.

## История на службата
На 17 май 1920 г. става флагман на бригадата линейни крайцери „Рипалс“, „Ринаун“, „Тайгър“, в Портланд (флаг на контраадмирал Кейз). През лятото, по време на похода към Швеция, е посетен от шведския крал. До 1923 г. бригадата влиза в състава на Атлантическия флот.
В течение на двадесет години (до влизането в строй на немския линкор „Бисмарк“ през 1940 г.) „Худ“ е най-големият линеен кораб в света. Ако не бяха договорите, корабът не би останал дълго най-голям. Към момента на подписване на съглашенията в Англия, Япония и САЩ са проектирани и вече са заложени по-големи кораби от същия клас. В тези години на всеобщо внимание към флота корабът е народен любимец: неговите параметри са известни на всеки англичанин, екипажът на кораба го нарича „Седемте Б“. Заради популярността си по-голяма част от времето той прекарва в походи в чужбина, „демонстрирайки флага“. В частност от ноември 1923 до септември 1924 г. „Худ“ заедно с крайцера „Рипалс“ извършва околосветско плаване, изминавайки над 40 хил. мили. За времето на този поход „Худ“ е посетен от над 750 000 души.
През януари 1935 г. „Худ“ се сблъсква с „Ринаун“. Форщевенът на „Ринаун“ нанася удар в района на 340-я шпангоут. В борда се образува вдлъбнатина с метър и половина дълбочина и е силно повреден единият винт, огънат е валът („Худ“ трябва да влезе в док).

### Втора световна война
Към началото на Втората световна война, през 1939 г. се базира в Скапа Флоу на Оркнейските острови, влизайки в ескадрата линейни крайцери (заедно с „Рипалс“).
- 4 – 10 септември 1939 – патрулира района между Исландия и Фарьорите.
- През октомври влиза в прикритието на конвоя с желязна руда от Нарвик за Великобритания.
- През декември прикрива канадския конвой (5 пътнически лайнера с 1-ва канадска дивизия).

През 1940 г. са поставени 3 сдвоени 102-мм оръдия и 5 ракетни установки „UP“ („Unrotated Projectile“); в началото на 1941 г. е поставен артилерийски радар тип „284“ – над далекомера на кулоподобната надстройка.

### Операция „Катапулт“
След поражението на Франция е преведен в Средиземно море (пристига в Гибралтар на 23 юни). На него вдига своя флаг адмирал Джеймс Сомървил. Влиза в състава на съединение „Н“ (състав: самолетоносачът „Арк Роял“; линкорите „Валиант“ и „Резолюшън“; лекият крайцер „Аретуза“; 4 разрушителя и др.) Задачата на съединението е да неутрализира френския флот (предотвратяване на попадането на бойните кораби в ръцете на немците според договора им с правителството на Виши), базирани в порт Мерс ел-Кебир във френски Алжир.
На френското командване са предложени следните варианти:
1. Да се присъединят към британския флот за борба с Нацистка Германия;
2. Да преведат корабите си в произволно британско пристанище, след което екипажите им ще бъдат репатрирани във Франция;
3. Да преведат корабите си в неутрални пристанища, където те ще бъдат интернирани до края на войната.

Ултиматумтт завършва с думите:

В случай на ваш отказ да приемете тези справедливи предложения, аз с огромно съжаление, изисквам вие да потопите своите кораби, за което имате шест часа.
Най-накрая, ако гореуказаното не бъде изпълнено, аз имам заповед от Правителството на Негово Величество да използвам цялата необходима сила, за да предотвратя попадането на вашите кораби в ръцете на немците.

Преговорите не водят до нищо и когато френските кораби планират да напуснат порта, англичаните откриват огън (17:55, на 3 юли). Огънят на „Худ“ взривява линкора „Бретан“ (997 загинали), всичко жертви стават над 1000 френски моряка.
В края на 1940 г. „Худ“ се връща на базата на Скапа Флоу.

### Последен бой
- На 19 април 1941 г. постъпва известие за излизането в морето на немски тежки кораби – линкорът „Бисмарк“ (флаг на адмирал Гюнтер Лютиенс) и тежкият крайцер „Принц Ойген“ (на немски: „Prinz Eugen“). „Худ“ е подготвен за прехващане на това съединение (командир на „Худ“ е капитан 1-ви ранг Ралф Кер (на английски: Ralf Kerr).
- На 21 май е получено донесение за движението на немските кораби към северния Атлантик за действия против конвоите на съюзниците.
- На 22 май съединението под командването на вицеадмирал Ланселот Холанд (Lancelot E. Holland), в състав: линейният крайцер „Худ“ (флаг на командващия) и линкорът „Принц на Уелс“,[„Коментари“ 5] а също 6 разрушителя – „Electra“, „Anthony“, „Echo“, „Antelope“, „Icarus“ и „Achates“ излизат в морето за тяхното прихващане.[„Коментари“ 6]

- вечерта на 23 май британските крайцери „Норфолк“ и „Съфолк“ засичат групата на „Бисмарк“, плаваща със скорост 27 възела в Датския пролив. С помощта на постановения радар, „Съфолк“ следи движението на „Бисмарк“ през нощта и предава координатите на основните сили. Планът на британците се заключава в това, да се сближат с „Бисмарк“ от тъмната (южна) страна, при това че силуетът на немските кораби се вижда на светлия фон в северната част на небето. Обаче в 00:28 „Съфолк“ губи контакт с „Бисмарк“ и планът не сработва. Опасявайки се да не изгубят „Бисмарк“, Холанд заповядва да се прекрати движението към оптималната точка на срещата и да се обърне на юг-югозапад, изпращайки при това разрушителите на север. В това време германските кораби, стремейки се да заобиколят паков лед, в 00:41 изменят курса, в резултат на което групата разрушители се разминава с тях на разстояние само 10 мили, без да забележат противника. Малко преди 03:00 „Съфолк“ отново открива „Бисмарк“ на радар и предава неговите координати. Hood и Prince of Wales се намират се в този момент на разстояние 35 мили (65 км), малко отпред по курса на немците. Холанд заповядва да обърнат по посока на противника и да се увеличи скоростта до 28 възела. Британските кораби се оказват в неизгодно положение: срещата под тъп ъгъл означава бой на дълга дистанция, при който тънката палубна броня на „Худ“ попада под навесен огън. Ситуацията още повече се влошава в 03:20, когато „Бисмарк“ прави още един завой на запад: вече ескадрите плават практически с паралелни курсове.
- В 05:35 на 24 май, дозорните на Prince of Wales забелязват германската ескадра на разстояние 17 мили (31,5 км). Немците знаят за присъствието на противника от показанията на хидрофоните и скоро също забелязват на хоризонта мачтите на британските кораби. Холанд има избор: или да продължи съпровождането на „Бисмарк“, в очакване на пристигането на линкорите от ескадрата на адмирал Тови или да атакува самостоятелно. Холанд решава да атакува и в 05:37 издава заповед за сближение с противника.
- в 05:52 Hood открива огън от дистанция около 13 мили (24 км).[„Коментари“ 7]
- „Худ“ на пълен ход продължава сближението с противника, стремейки се да съкрати времето за попадане под навесния огън. Междувременно немските кораби се прицелват по крайцера: първият 203-мм снаряд от Prinz Eugen попада в средната част на „Худ“, в съседство с кърмовата 102-мм установка и предизвиква силен пожар на запаса от снаряди и ракети. В 05:55 Холанд заповядва завой на 20 градуса наляво, за да могат кърмовите кули да стрелят по „Бисмарк“.

- Около 06:00, още незавършил завоя, крайцерът е покрит от залп на „Бисмарк“ от дистанция от 8 до 9,5 мили (15 – 18 км). Практически незабавно в района на гротмачтата възниква гигантски фонтан от огън, след което прозвучава мощен взрив, който разкъсва крайцера по средата. Кърмата на „Худ“ бързо потъва. Носовата част се издига и известно време се люлее във въздуха, след което потъва и тя (в последния момент обречения разчет на носовата кула дава още един залп). Prince of Wales, намиращ се на разстояние половин миля, е засипан от отломките на „Худ“.

Крайцерът потъва за три минути, отнасяйки със себе си 1415 души, включая вицеадмирал Холанд. Спасяват се само трима моряка, които качва пристигналия след два часа разрушител HMS Electra.

### Разследване
Не е установена със 100% точност причината за гибелта на „Худ“ и до днес. Съществуват само множество повече или по-малко правдоподобни различни теории.
От протокола на разпит на очевидец:
| „                                                                                           | „Два снаряда от втория залп на „Принц Ойген“ падат при левия борд, а трети в палубата в съседство на 102-мм оръдие. След това нагоре се издигна огромен стълб от огън в кърмовата част по левия борд в района на 102-мм оръдие. Аз добре виждах хората от разчетите на тези оръдия. Те се събираха при левия борд. След това видях огромен стълб от огън с височината на гротмачтата. Струва ми се, че два други снаряда преминаха през втория комин, а трети проби кърмовата кула на „Худ“. Когато „Худ“ получи това попадение, неговият комин падна на левия борд, а след това се показа жълт стълб от пламък, от взрива от барбета на кула „Х“. Страшният блясък за няколко секунди ме ослепи, и когато аз отново можех да виждам през окулярите, аз видях голям облак черен дим и как във въздуха лети 15-дюймов ствол с парче от конструкцията, напомнящ на покрива на кулата“. | “ |
| Сержант от морската пехота Т. К. Брукс (старшина на 133-мм кула на линкора „Принс оф Уелс“) | |   |

## Откриване на останките
През 2001 г. британската телекомпания Channel 4 се обръща с поръчка към океанолога и изследователя Дейвид Мернз, специализиращ се в издирването и изследването на потънали кораби, да открие и изследва обломките на линейния крайцер с намерението да се създаде впоследствие, на основата на получените материали, документален филм, посветен на 60 годишнината от гибелта на HMS Hood  в хода на боя с немските кораби в Датския пролив от 24 май 1941 г. Това е първият опит да се открие и изследва потъналия кораб от времето на неговото потопяване през 1941 г. Дейвид Мернз, по собствена инициатива, на протежение няколко предшестващи години прави изследвания с цел да открие линейния крайцер, използвайки при това поддръжката на Кралския флот и различни обществени и ветерански организации.
Районът на издирването представлява участък от дъното на Атлантическия океан с площ 2100 км². Обломките са открити след 39 часа изучаване на най-приоритетните за издирването участъци от дъното на океана в проучвания район с помощта на хидролокатор със страничен обзор. Обломките на кораба се намират в координатите 63°20′ с. ш. 31°50′ з. д. / 63.333333° с. ш. 31.833333° з. д. на дълбочина около 2800 метра във вид на няколко купчини (още при взрива корабът престава да съществува като нещо цяло), намиращи се на дъното на океана. Едно от струпванията включва в себе си неголяма част от кърмата, част от носовия край и редица по-малки обломки (в т.ч. гребните винтове). На фрагмента от кърмовата част е запазен рулят, намиращ се в положение на завой на 20°. Това потвърждава, че малко преди взрива на кърмовите погреби за оръдията на главния калибър е дадена заповед да се промени курсът на кораба с цел да се позволи и на кърмовите кули на оръдията на главния калибър да водят огън по немските кораби. Друго струпване включва в себе си директорът за управление на огъня в частност. Една от кулите на оръдията на главния калибър се намира недалеч от тези струпвания. Най-голямата част от разрушения линеен крайцер е средната част от корпуса, съхранена в относителна цялост – тя се намира в обособено в кратер, който е образуван от дънните наноси при нейното съприкосновение с дъното. Дясната страна на тази запазена средна част от корпуса липсва надолу до вътрешните стени на горивните резервоари. При това листовете на обшивката са огънати навън. Това се интерпретира като указание за основната посока на взрива – през горивните резервоари по десния борд.
През 2002 г. правителството на Великобритания обявява обломките на HMS Hood за воинско погребение, във връзка с което каквито и да са работи на мястото на крушението без разрешение на британското правителство са забранени.
Историята на издирването, откриването и изследването на обломките на линейния крайцер Hood е отразена в документалния филм „The Hunt for the Hood“ (2001).
През 2012 г. правителството на Великобритания дава разрешение на Дейвид Мернз да организира нова експедиция към обломките на HMS Hood, основната цел на която е изваждането на корабната камбана, открита в хода на експедицията от 2001 г. в едно от струванията на отломките. Експедицията се провежда с финансовата поддръжка на Пол Алън и се базира на неговата яхта Octopus. Но неблагоприятните условия на времето в района на провеждането ѝ водят до това, че 10 дни по-късно експедицията е прекратена.
Повторна експедиция с цел да се извади камбаната е предприета през 2015 г. База за експедицията е научноизследователския съд RV Petrel (през 2016 г. Пол Алън става негов собственик). Корабната камбана на HMS Hood е извадена на 7 август 2015 г. с помощта на дистанционно управляемо устройство („Octo“ ROV (remotely operated vehicle)). След реставрация, камбаната е представена на обществеността на 24 май 2016 г. на тържествена церемония, посветена на 75 годишнина от гибелта на линейния крайцер. В церемонията взема участие членът на британското кралско семейство Принцеса Ан. Също така на церемонията присъстват потомци на членовете на екипажа на HMS Hood. Понастоящем тя се експонира в Националния музей на Кралския флот (на английски: National Museum of the Royal Navy) (Портсмът). Всичко на борда на HMS Hood има 3 камбани. Извадената камбана е най-малката от всичките три. Историята на тази камбана, първоначално попаднала на HMS Hood от друг кораб, е показана в документалния филм „For Years Unseen' — How HMS Hood’s bell came home“. Камбаната е единственият предмет, изваден от потъналия кораб, но не е единствената реликва, която „преживява“ гибелта на кораба. Така например, още по време на Втората световна война, на крайбрежието на Исландия е открит дървен фрагмент (с надпис HMS HOOD) от транеца на една от лодките на линейния крайцер, която се намира на него по време на крушението. Фрагментът се съхранява в Националния морски музей (Лондон). През април 1942 г. на крайбрежието на Норвегия (остров Сеня) е намерен метален контейнер от крайцера, в който са открити някои документи (в частност, платежният регистър). Самият контейнер и документите впоследствие са загубени, но неговият капак е съхранен.
Има още няколко реликви от линейния крайцер Hood (сигнални флагове, барометър, книги на членове на екипажа, оръдия калибър 5,5", фрагмент от гребния винт и прочее), но всички те се намират не на кораба по време на гибелта му.

## Оценка на проекта
Към момента на строителството корабът става доста необичаен за моряците, които не са свикнали към това, че добре въоръжен и силно брониран кораб може да развива скорост от 31 възела. За това има разногласия по повод това, към кой клас да се отнесе този кораб – към линкорите или към линейните крайцери. Явявайки се най-големия боен кораб към момента на построяването, той съчетава в себе си висока огнева мощ, съответстваща на линкорите от типовете „Куин Елизабет“ и „Ривендж“, силно брониране (макар и малко по-слабо от тези кораби, но като цяло то е достатъчно мощно) и висока скорост на хода. По този показател „Худ“ превъзхожда почти всички линкори и линейни крайцери. Така британците успяват да създадат напълно балансиран кораб, който превъзхожда всички кораби, способни да поддържат такъв (или даже по-бърз) ход, и е по-бързоходен от по-мощните кораби (което му позволява да търси изгодна дистанция на бой). Към момента на завършването на строежа „Худ“ не е най-силният боен кораб в света. В строй влизат японските „Нагато“ и „Муцу“ и американските „Колорадо“ и „Мериленд“, имащи по-мощните 406-мм оръдия. Ако се разгледа защитата, то крайцерът, в най-добрия случай, има паритет с „Куин Елизабет“, „Исе“ или „Ню Мексико“. Но му остава способността да се изплъзне на превъзхождащ го опонент или бързо да настигне и да се разправи с по-слабия.
Корабът си има и недостатъци. Това са недостатъчното брониране на палубите (което вероятно изиграва фаталната роля в съдбата на линейния крайцер), барбетите и траверсите. За своето време „Худ“ е кораб, който е много трудно да се преодолее в бой, но при липсата на сериозни модернизации към началото на Втората световна война е остарял. Бронирането му не е съществено усилвано, ъгълът на възвишение на оръдията не е увеличаван (което негативно се отразява на далечината на стрелба), а износването на механизмите не му позволява да развива повече от 27 – 28 възела.
В крайна сметка един от най-балансираните към момента на своята поява кораб, към началото на войната вече е опасно да се поставя под удара на съвременните бързоходни линкори „Бисмарк“, „Ришельо“, „Норт Каролина“ и „Литорио“. Те имат превъзходство по скорост от 2 – 3 възела (освен „Норт Каролина“), равенство или даже превъзходство във въоръжението (8 380-мм оръдия – „Бисмарк“, „Ришельо“, 9 381-мм оръдия – „Литорио“, 9 406-мм оръдия – „Норт Каролина“), а също и като цяло по-силно брониране, за това „Худ“ бледнее пред всички без изключения „еднокласници“.
„Худ“ независимо от 20-годишната разлика във възрастта, не е по отношение на новите линкори такъв остарял кораб, както броненосците от края на XIX век в сравнение с „Дреднаут“.
Може да докува само на три места: Портсмът, Розайт и частния док „Гладстон-Док“ в Ливърпул.
В Розайт за него е специално модернизиран Кралски док № 2.
Поради претоварването, по отношение на първоначалния проект (газенето е с 1,14 м повече от проектното), част от главния броневи пояс влиза под водата, съответно се намалява надводния борд. По същата тази причина е склонен към заливане от големи маси вода. При високи скорости кърмата е постоянно заливана от вода.

## Коментари
1. ↑  Всички данни са приведени към момента на влизане в строй.
2. ↑  Корабът има народния прякор „Mighty Hood“, примерно „Якият Худ“
3. ↑  „Britain’s Biggest Bullshittingest Bastard
Built Ву Brown“, което примерно означава следното: „Най-голямото, Най-лайняно Британско Копеле, Построено От „Браун““.
4. ↑  В състава на група H също влизат: самолетоносачите Eagle и Illustrious, линейният крайцер Renown и линкорът Nelson
5. ↑  „Принс оф Уелс“ е приет в състава на флота едва на 31 март 1941 г., неговата артилерия не е проверена както трябва, екипажът му се състои от новобранци и на борда му още има работници, отстраняващи недонаправените неща.
6. ↑  В проследяването на групата на „Бисмарк“ вземат участие и други сили на британския флот и морската авиация.
7. ↑  Холанд заповядва да се стреля по главния кораб, предполагайки, че това е „Бисмарк“, а всъщност първи плава Prinz Eugen. Скоро грешката става ясна и огънят е пренесен към „Бисмарк“.
8. ↑  Тед Бригс (на английски: Ted Briggs), Боб Тилбърн (на английски: Bob Tilburn) и Бил Дъндас (на английски: Bill Dundas).